# Bo Ekemar
Bo Ekemar, född 18 december 1923 i Stockholm (Vasastaden), död 31 mars 1995 i Upplands-Väsby, var en svensk, pianist, kapellmästare, pianopedagog och kompositör. Han studerade för pianisten och pianopedagogen, professor Stina Sundell. Under 1950-talets andra hälft arbetade han mycket tillsammans med Karl Gerhard som dennes ackompanjatör.